# Koronacja Karola III i Kamili
Koronacja Karola III i Kamili – ceremonia koronacyjna króla Karola III z dynastii Windsorów i jego małżonki Kamili. Odbyła się 6 maja 2023 roku w Opactwie Westminsterskim w Londynie. Była to pierwsza koronacja monarchy brytyjskiego w XXI wieku, oraz czterdziesta w kolejności, która miała miejsce w Opactwie Westminsterskim (od 1066 roku). Przygotowania do ceremonii otrzymały kryptonim „Operacja Złota Kula". Uroczystości związane z koronacją odbyły się również 7 i 8 maja.

## Tło
Formalnie Karol III został królem 8 września 2022 po śmierci swojej matki, Elżbiety II. Dwa dni później odbyło się zebranie Rady Akcesyjnej, która oficjalnie proklamowała Karola nowym monarchą. W październiku 2022 potwierdzono datę koronacji Karola i Kamili. W kwietniu 2023 Pałac Buckingham opublikował wzór oficjalnego zaproszenia na tę ceremonię. 

## Szczegóły
Uroczystość rozpoczęła się o godzinie 11:20 czasu polskiego (10:20 czasu brytyjskiego) procesją z Pałacu Buckingham do Opactwa Westminsterskiego. Karol z małżonką przyjechał tam w Powozie Diamentowego Jubileuszu. Licząca niemal 3 kilometry trasa przejazdu wiodła przez reprezentacyjną aleję The Mall, Trafalgar Square, aleję Whitehall, a następnie przez Parliament Street, Parliament Square i Broad Sanctuary. Za zaprzężoną w sześć koni karetą podążało niespełna 200 żołnierzy z reprezentacyjnego regimentu brytyjskiej armii, Household Cavalry Mounted Regiment. Tradycyjne nabożeństwo kościelne jak i właściwa koronacja rozpoczęły się o godzinie 12:00 czasu polskiego. Poprowadził je Arcybiskup Canterbury, zwierzchnik Kościoła Anglii Justin Welby. W trakcie prawie dwugodzinnej, podzielonej na sześć części ceremonii,  Karol III został zaprezentowany poddanym jako „niekwestionowany król”, złożył przysięgę koronacyjną i został namaszczony olejkiem z oliwek z Góry Oliwnej w Jerozolimie. Arcybiskup wykonał później znak krzyża na głowie, piersi i rękach króla. Następnie nowemu władcy założono między innymi zbroję i stułę, oraz przekazano insygnia władzy królewskiej. Karolowi nałożono też koronę św. Edwarda, a na zamku Tower of London, placu Horse Guards Parade i w kilku innych miejscach w kraju wystrzelone zostały salwy armatnie. Ostatnim punktem ceremonii było intronizowanie króla i oddanie mu hołdu przez poddanych. Kamila została natomiast namaszczona i koronowana koroną królowej Marii Teck. Po komunii świętej i błogosławieństwie, Karol III udał się do kaplicy św. Edwarda, gdzie zdjął koronę św. Edwarda, a włożył Brytyjską koronę państwową. W drogę powrotną do Pałacu Buckingham para królewska wyruszyła w Złotej Karecie Koronacyjnej. Około 15:30 czasu polskiego król i królowa pozdrowili Brytyjczyków z okna Pałacu Buckingham, odbył się również tradycyjny pokaz samolotów Royal Air Force.

## Goście

### Potomkowie Karola III
- Książę i księżna Walii, syn i synowa króla
  - Książę Jerzy z Walii, wnuk króla
  - Księżniczka Karolina z Walii, wnuczka króla
  - Książę Ludwik z Walii, wnuk króla
- Książę Sussexu, syn króla

### Inni potomkowie królowej Elżbiety II
- Księżniczka Królewska i wiceadmirał Sir Timothy Laurence, siostra i szwagier króla
  - Peter Phillips, bratanek króla
  - Zara i Michael Tindall, siostrzenica i siostrzeniec króla
- Książę Yorku, brat króla
  - Księżniczka Beatrycze z Yorku i Edoardo Mapelli Mozzi, bratanica i bratanek króla
  - Księżniczka Eugenia z Yorku i Jack Brooksbank, bratanica i bratanek króla
- Książę i księżna Edynburga, brat i szwagierka króla
  - Lady Ludwika Windsor, siostrzenica króla
  - Hrabia Wessexu, bratanek króla

### Inni potomkowie króla Jerzego VI
- Hrabia Snowdon, pierwszy kuzyn króla ze strony matki
  - Wicehrabia Linley, pierwszy kuzyn króla ze strony matki
  - Lady Margarita Armstrong-Jones, kuzynka króla ze strony matki
- Lady Sarah i Daniel Chatto, kuzyn króla ze strony matki i jej mąż
  - Samuel Chatto, pierwszy kuzyn króla ze strony matki

### Inni potomkowie króla Jerzego V
- Książę i księżna Gloucester, pierwszy kuzyn króla ze strony matki
  - Hrabia Ulsteru, drugi kuzyn króla ze strony matki
  - Lady Davina Windsor, druga kuzynka króla ze strony matki
  - Lady Rose Gilman, druga kuzynka króla ze strony matki
- Książę Kentu, pierwszy kuzyn króla ze strony matki
  - Hrabia St Andrews, drugi kuzyn króla ze strony matki
  - Lady Helen Taylor, druga kuzynka króla ze strony matki
  - Lord Nicholas Windsor, drugi kuzyn króla ze strony matki
- Księżniczka Aleksandra, Hon. Lady Ogilvy, pierwsza kuzynka króla ze strony matki
  - James Ogilvy, drugi kuzyn króla ze strony matki
  - Marina Ogilvy, druga kuzynka króla ze strony matki
- Książę i księżna Michael z Kentu, pierwszy kuzyn króla ze strony matki i jego żona
  - Lord Frederick Windsor, drugi kuzyn króla ze strony matki
  - Lady Gabriella Kingston, druga kuzynka króla ze strony matki